# 渡部駿太
渡部 駿太（わたなべ しゅんた、1997年3月6日 - ）は、日本の俳優。石川県出身。血液型はA型。Breathに所属していた。

## 出演

### 映画
- 雨の町（2006年） - 兼石壮太（幼少） 役
- 口裂け女（2007年）
- 悪夢探偵（2007年） - 影沼京一（幼少） 役
- 夕凪の街 桜の国（2007年） - 石川旭（幼少） 役
- 群青 愛が沈んだ海の色（2009年）
- ラッシュライフ（2009年）
- ゼロの焦点（2009年）
- 君と歩こう（2010年）

### テレビドラマ
- 今夜ひとりのベッドで（2005年、TBS）
- まだ見ぬ父へ、母へ・魂で歌う青い海〜全盲のテノール歌手・新垣勉の軌跡（2007年、フジテレビ）
- トミカヒーロー レスキューファイアー（2009年、テレビ東京）
- 白洲次郎（2009年、NHK）白洲春正 役
- アタシんちの男子 第3話（2009年、フジテレビ）大蔵優（小学生時代） 役
- 夢の見つけ方教えたる!2（2010年、フジテレビ）生徒 役
- 嬢王3 〜Special Edition〜（2010年、テレビ東京）
- パーフェクト・リポート（2010年、フジテレビ）澤村光輝（12歳時） 役
- 鈴木先生 第7話（2011年、テレビ東京）生徒 役

### 舞台
- 魔界転生（2006年）関口弥太郎 役
- ナツひとり〜届かなかった手紙〜（2007年）
- 「身毒丸」復活（2008年）

### CM
- 日本マクドナルド ハッピーセット（2006年）